# Mallare
Cengio (en ligur Molre o Màllae , Malle en la variant local, Mälre en piamontès) és un comune italià, situat a la regió de la Ligúria i a la província de Savona. El 2015 tenia 1.146 habitants.

## Geografia
Té una superfície de 31,73 km² i les frazioni d'Acque, Codevilla, Eremita i Montefreddo. Limita amb Altare, Bormida, Calice Ligure, Carcare, Orco Feglino, Pallare, Quiliano i Vezzi Portio.

## Evolució demogràfica
| Gràfica d'evolució de Mallare entre 1861 i 2011 |
|                                                 |
| Font: ISTAT                                     |